# Bom Jesus do Tocantins
Bom Jesus do Tocantins – miasto i gmina w Brazylii, w stanie Pará. Znajduje się w mezoregionie Sudeste Paraense i mikroregionie Paragominas.